# Gotthelf Greiner (Politiker)
Christian Friedrich Gotthelf Greiner (* 19. März 1794 in Großbreitenbach; † 12. August 1874 ebenda) war ein deutscher Porzellanfabrikant, Rittergutsbesitzer und Politiker aus der Familie Greiner.

## Leben
Greiner war der Sohn des Porzellanfabrikanten Johann Friedemann Greiner (1761–1841) und dessen Ehefrau Maria Margarethe Friederike geborene Kämpfe. Er war evangelisch-lutherischer Konfession und heiratete am 16. Mai 1815 in Steinheid Johanne Elisabethe Hülfreiche Greiner (* 28. April 1794 in Limbach; † 8. Juli 1843 in Großbreitenbach), die Tochter des Mitbesitzers der Firma Gotthelf Greiners Söhne, des herzöglich-sachsen-meiningischen Oberleutnants Johann Georg Daniel Greiner (1758–1827).
Greiner übernahm 1841 die Leitung der Porzellanfabrik Gotthelf Greiners Söhne in Großbreitenbach. Diese war 1782 von seinem Großvater Johann Gotthelf Greiner erworben worden. Nachdem er seine Geschwister ausgezahlt hatte, wurde er alleiniger Besitzer der Fabrik. Daneben war er Besitzer des Rittergutes Goldisthal und des dortigen Blechhammers. 1869 ging er in Konkurs. Die Fabrik wurde von Hermann Brühl, dem Vater von Carl Brühl ersteigert.
Vom 6. Juli 1847 bis zum 31. Juli 1847 war er als Stellvertreter für August Wilke Abgeordneter im Landtag des Fürstentums Schwarzburg-Sondershausen. 1850 war er Bürgervorsteher (Stadtverordneter) in Großbreitenbach.